# Câu chuyện về thời gian đã mất
Câu chuyện về thời gian đã mất (tiếng Nga: Сказка о потерянном времени) là một vở kịch rối hài hước, có tính chất giả tưởng dành cho trẻ em của nhà văn Yevgeny Shvarts, ra đời năm 1940.

## Nội dung
Câu chuyện kể về bốn phù thủy già muốn trở lại tuổi thanh xuân, họ bèn tìm cách đánh tráo hình dạng với những đứa trẻ lớp 2. Nhưng "gậy ông đập lưng ông", qua bao biến cố, âm mưu thâm độc của họ đã thất bại.

### Nhân vật
- Petya Zubov
- Bốn phù thủy độc ác
- Mẹ Petya
- Cô Natasha
- Marusia
- Nadenka
- Vasya

## Chuyển thể
- Câu chuyện về thời gian đã mất - Một vở kịch rối của Nhà hát Múa rối Bolshoy Leningrad (1940)
- Câu chuyện về thời gian đã mất (phim, 1964)
- Câu chuyện về thời gian đã mất (hoạt hình, 1978)